# Golden Gate Hotel
Das Golden Gate Hotel ist ein an der Fremont Street in Las Vegas gelegenes drei Sterne-Hotel. Das Hotel ist mit 106 Zimmer das kleinste in der Fremont Street. Es wurde 1906 erbaut und ist damit das älteste Kasino-Hotel von Las Vegas.
Das Golden Gate öffnete 1906 unter dem Namen Hotel Nevada. Den aktuellen Namen erhielt es im Jahr 1955.
Im Jahr 1907 erhielt das Hotel die erste zugewiesene Telefonnummer in Las Vegas, die 1.
Koordinaten: 36° 10′ 17″ N, 115° 8′ 47″ W